# Kościół filialny Najświętszej Maryi Panny Królowej Polski w Gorzowie Wielkopolskim
Kościół filialny pw. Najświętszej Maryi Panny Królowej Polski w Gorzowie Wielkopolskim – rzymskokatolicki kościół filialny należący do parafii Podwyższenia Krzyża Świętego w Deszcznie, mieszczący się przy zbiegu ulic Poznańskiej i Łagodzińskiej, w dzielnicy Karnin.

## Historia
Jest to późnoklasycystyczna budowla wzniesiona w 1822 roku jako kościół ewangelicki, wieżę dobudowano w 1829 roku, a w 1904 roku zakrystię. W świątyni znajduje się późnobarokowa chrzcielnica z XVIII stulecia. Po 1945 zajęty przez Kościół rzymskokatolicki.